# Джон Фрейзър
Сър Джон Фостър Фрейзър (на английски: John Foster Fraser) е британски пътешественик и писател.

## Биография
Роден е на 13 юни 1868 година в Единбург, Шотландия, Великобритания.
През юли 1896 година той и приятелине му Самюел Едуард Лън и Франсис Хърбърт Лов предприемат колоездачна обиколка около света. Минават 19 237 мили за 2 години и 2 месеца, пътувайки през 17 държави и общо 3 континента. Документира пътешествието си в книга. Автор е на още десетки издания.
Работи също като журналист. През 1901 година, докато работи за „Йоршкшир Поуст“, пише 16 страници описание на погребението на Кралица Виктория. Изнася лекции на тема „Какво видях в Русия“ през 1916 г.
Джон Фрейзър посещава Македония и пише книгата „Картини от Балканите“ (1906 г.), в която документира българо-гръцкия конфликт в региона.
Получава рицарска титла през 1917 година. Умира на 7 юни 1936 година в Лондон.

## Библиотеграфия
- The Dancer of Koom Ombo. 1897.
- Round the World on a Wheel. London : Methuen & Co., 1899. 558 pages.
- America at Work. London: Cassell & Co., 1903. 364 pages. German translation available.
- The Real Siberia, Together with an Account of a Dash Through Manchuria. London: Cassell & Co., 1904. 420 pages.
- Canada as It Is. London: Cassell & Co., 1905. 420 pages.
- Pictures from the Balkans. London: Cassell & Co., 1906. 298 pages.
- Red Russia. New York: The John Lane Company, 1907. 403 pages.[5]
- Life's Contrasts. London: Cassell & Co., 1908. 339 pages.
- Quaint Subjects of the King. 1909.
- The British Empire and What it Means. 1910.
- Australia, the Making of a Nation. London: Cassell & Co., 1912. 446 pages. Also available on microfilm.
- The Land of Veiled Women: Some Wandering in Algeria, Tunisia and Morocco. London: Cassell & Co., 1913. 288 pages.
- Panama and What it Means. London: Cassell & Co., 1913. 410 pages. French translation available.
- The Amazing Argentine: A New Land of Enterprise. London: Funk & Wagnalls, Co., 1914. 408 pages.
- Deeds That Never Die: Stories of Heroism in the Great War. London: Cassell & Co., 1914. 242 pages.
- The Conquering Jew. London: Cassell & Co., 1915. OCLC 940444060. 304 pages. Also available from Google Books.
- Russia of To-day. London: Funk & Wagnalls, Co., 1915. 296 pages.
- The Red Passport. London: Chapman and Hall, 1918. 248 pages.